# Киссельбах (Хунсрюк)
Киссельбах (нем. Kisselbach) — община в Германии, в земле Рейнланд-Пфальц.
Входит в состав района Рейн-Хунсрюк. Подчиняется управлению Райнбёллен. Население составляет 562 человека (на 31 декабря 2010 года). Занимает площадь 9,13 км².